# Dzień Dziękczynienia
Dzień Dziękczynienia, Święto Dziękczynienia (ang. Thanksgiving Day, fr. Jour de l'action de grâce) – święto obchodzone w Stanach Zjednoczonych w czwarty czwartek listopada, a w Kanadzie w drugi poniedziałek października, jako pamiątka pierwszych dożynek mieszkańców kolonii Plymouth w 1621 roku.

## Dzień Dziękczynienia w Stanach Zjednoczonych
Nie ma zgodności co do daty i miejsca pierwszych obchodów Dnia Dziękczynienia, niemniej pierwsze poświadczone odbyły się 8 września 1565 w miejscu, które dziś nosi nazwę St. Augustine na Florydzie. Wbrew dowodom naukowym tradycyjnie uważa się, że pierwszy Dzień Dziękczynienia był obchodzony w kolonii Plymouth w 1621 roku.
Pielgrzymi, którzy przypłynęli do Ameryki na pokładzie statku Mayflower, byli członkami anglikańskiego Kościoła separatystycznego (odłamem purytanów zwanym English Dissenters lub English Separatists). Wcześniej ruszyli ze swych domostw w Anglii i pożeglowali do Holandii (Niderlandów), aby uciec przed prześladowaniem religijnym. Tam cieszyli się większą tolerancją religijną, ale w końcu rozczarowali się holenderskim sposobem życia i uznali go za bezbożny. Szukając lepszego życia, separatyści wynegocjowali z londyńską kompanią handlową sfinansowanie pielgrzymki do Ameryki. Tylko około jednej trzeciej odbywających podróż na pokładzie „Mayflower” była separatystami; pozostali zostali wynajęci dla ochrony interesów firmy.
Pielgrzymi przybyli na skałę Plymouth 11 grudnia 1620 roku. Po pierwszej ostrej zimie do początku kolejnej jesieni zmarło 46 ze 102 osób zaokrętowanych na „Mayflower”. Ponieważ jednak żniwa 1621 roku były obfite, koloniści postanowili uczcić to wraz z 91 Indianami z plemienia Wampanoagów, którzy wraz z wodzem Massasoitem pomogli im przetrwać pierwszy rok.
Święto miało więcej z tradycyjnych angielskich obyczajów dożynkowych niż z obchodów dziękczynnych. Dla Wampanoagów było piątą z sześciu tradycyjnych ceremonii dziękczynnych w roku. Trwało trzy dni, w okresie między 21 września a 11 listopada 1621 roku. Indianie dostarczyli na ucztę co najmniej pięć jeleni; w menu nie było sosu żurawinowego (z braku cukru), ziemniaków, ciasta z dyni ani indyków, zamiast których podano ptactwo wodne (kaczki, gęsi).
Pielgrzymi i rdzenni mieszkańcy porozumiewali się za pośrednictwem Squanto, Indianina z plemienia Patuxet, który znał angielski dzięki swoim wcześniejszym kontaktom z podróżnikami brytyjskimi. Oprócz ucztowania święto obejmowało także wspólny wypoczynek oraz zabawę kolonistów i Indian. Nie zachowały się inne relacje o podobnych spotkaniach międzykulturowych w kolejnych latach. Znane są tylko dwa opisy tego święta: w liście kolonisty i książce powstałej 20 lat później.
Odnośne święto narodowe ustanowił w 1863 roku prezydent Abraham Lincoln i z tego okresu datują się stereotypy o Dniu Dziękczynienia.

### Potrawy Dnia Dziękczynienia
W zależności od regionu Stanów Zjednoczonych, występują różnice związane z potrawami podawanymi podczas tradycyjnej kolacji Dnia Dziękczynienia, jednak tradycyjnie pojawiają się konkretne dania, często nawiązujące do tych, które spożywano podczas pierwszych wersji tego święta.
Charakterystycznym elementem posiłku jest pieczony indyk (rzadziej smażony na głębokim oleju). O popularności indyka jako tradycyjnego elementu kolacji świadczyć może fakt, że kolokwialnie określa się Dzień Dziękczynienia jako Turkey Day („Dzień Indyka”) oraz jego reprezentacja w mediach. Przedstawiciele hodowców ptactwa przesyłali do Białego Domu indyki na Dzień Dziękczynienia, jednak szczególną uwagę na ten fakt zwraca się od 1947 roku, kiedy prezydentowi Harry’emu S. Trumanowi oficjalnie podarowano tego ptaka. Natomiast od 1989 roku oficjalnie odbywa się „prezydenckie ułaskawienie” podarowanego indyka, które przeprowadził George H. W. Bush podczas swojej pierwszej kadencji. Wcześniej podobne ułaskawienie przeprowadził Ronald Reagan, jednak było ono żartobliwe i związane z kontrowersjami wokół afery Iran-Contras i związanymi z nią pytaniami o ułaskawienie Olivera Northa.
Daniem komplementarnym do indyka jest tak zwane nadzienie (stuffing, w niektórych południowych stanach USA zwane dressing), które serwowane jest razem z indykiem. Niekoniecznie musi ono być pieczone we wnętrzu ptaka, według niektórych przepisów piecze się je w tym samym naczyniu lub oddzielnie. Podstawowymi składnikami nadzienia są chleb i szałwia, w jego skład mogą także wchodzić bakalie takie jak rodzynki, orzechy, żurawina i jabłka, ale także boczek i kiełbasa. Ze względu na różnice między poszczególnymi stanami, regionami i poszczególnymi tradycjami rodzinnymi w USA przepis nie jest jednolity.
Oprócz indyka i nadzienia, na stole Dnia Dziękczynienia pojawiają się charakterystyczne potrawy poboczne, zwane side dishes lub sides. Do najpopularniejszych z nich należą:
- ziemniaki, najczęściej w formie puree, lub bataty (sweet potatoes)

- zapiekanka z batatów, często przyrządzana w formie przypominającej deser, z piankami marshmallows

- sos pieczeniowy (gravy)

- sos żurawinowy

- zapiekanka z zielonej fasolki – danie stosunkowo młode, stworzone w 1955 przez pracownicę firmy Campbell, Dorcas Reilly, jako sposób na promocję produkowanej przez firmę zupy grzybowej w puszce[7]

- kukurydza – symboliczna dla Dnia Dziękczynienia

W menu Dnia Dziękczynienia znajdują się również warzywa strączkowe, kapustne i korzeniowe, nawiązujące do pierwszych tradycji dożynek, takie jak brukselka, marchew czy kalafior, oraz pieczone dynie (winter squash).
W Nowej Anglii popularne jest danie na bazie warzyw strączkowych o nazwie succotash.
Do najpopularniejszych i charakterystycznych deserów związanych z kolacją Dnia Dziękczynienia należą tarty – dyniowa, jabłkowa (szarlotka, apple pie), z orzechami pekan, czekoladowa lub ze słodkich ziemniaków. Na niektórych stołach pojawia się także wywodzące się z tradycji angielskiej mince pie, czyli ciasto z nadzieniem z bakalii macerowanych w brandy.

## Dzień Dziękczynienia w Kanadzie
Historia dnia dziękczynienia sięga wstecz do angielskiego odkrywcy Martina Frobishera, który bezskutecznie próbował znaleźć przejście północne do Chin. Udało mu się jedynie założyć osadę w Kanadzie. W 1578 Frobisher odprawił oficjalny ceremoniał na terenie obecnej prowincji Nowa Fundlandia i Labrador (zatoka, przez którą wpłynął, nazwano Zatoką Frobishera), aby podziękować za przeżycie tak długiej wyprawy. Było to jedno z pierwszych (po hiszpańskich) oficjalnych dziękczynień w Ameryce Północnej. Następni osadnicy kontynuowali tradycyjny ceremoniał zapoczątkowany przez Frobishera, a on sam otrzymał tytuł szlachecki.
Ceremoniał z roku 1578 nie jest pierwszym dziękczynieniem według tradycji „pierwszych narodów” (tubylczych ludów Kanady). Długo przed przypłynięciem Frobishera tradycją wielu kultur tubylców było składanie dziękczynienia podczas jesiennych zbiorów – na przykład w kulturze Haudenosaunee dziękczynienie jest modlitwą ku czci „trzech sióstr” (fasoli, kukurydzy i dyni).